# Facture instrumentale
La facture instrumentale est un corps de métier lié à la fabrication d'instruments de musique. Ces professions concernent à la fois la création en elle-même mais aussi la restauration des instruments de musique. Un facteur d'instruments est un artisan qui conçoit, réalise, restaure, entretient ou répare les instruments de musique, principalement, les instruments à clavier (clavecin, orgue, piano, etc.), les vents (trompette, flûte, clarinette, etc.), ainsi qu'un certain nombre d'instruments à cordes (harpe par exemple).

## Fonction
Si les premiers musiciens concevaient eux-mêmes leurs instruments de musique, très vite, des corps de métiers se sont spécialisés dans la conception et la réalisation de ces objets de production sonore. Ces « faiseurs » — terme employé avant le XVIIe siècle — sont des artisans maintenant appelé facteurs (facteurs d'orgue, de clavecin, de piano, d'instruments à vent…) ou luthiers (pour le luth, le violon, la guitare…), ou même luthiers-tourneurs sur bois (la flûte à bec, le hautbois…), ou « forcetiers » — voir chaudronniers — (trompes, cors…), ou aussi les très pointus fondeurs de cymbales, certains utilisant les technologies les plus modernes comme les fabricants d'instruments de musique électronique. 
Un grand nombre de luthiers et de facteurs sont spécialisés dans la restauration et l'entretien, cette activité s'accompagnant souvent de la vente d'instruments neufs ou d'occasion.

## En France

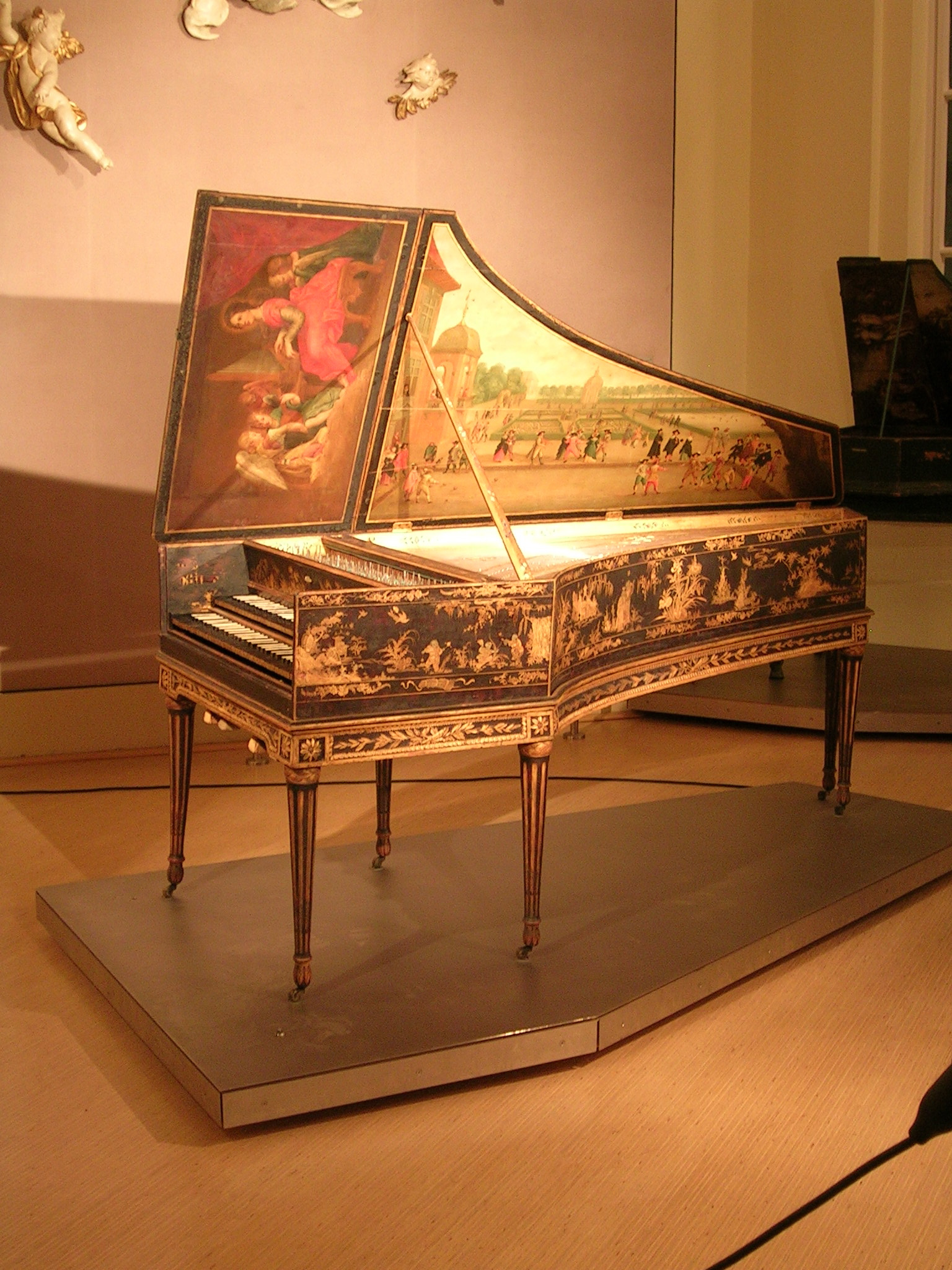
Clavecin de Pascal Taskin (1788) Hambourg, Museum für Kunst und Gewerbe

### Métiers reconnus
Les métiers ci-après du secteur de la facture instrumentale sont inscrits par arrêté ministériel dans la liste des « métiers de l'artisanat d'art » : 
- Archetier
- Fabricant d’anches battante et réparateur et fabricant d'anches libre
- Facteur et restaurateur d’accordéons
- Facteur et restaurateur de clavecins et épinettes : Le facteur de clavecin construit tous les instruments de la famille du clavecin, mais aussi le clavicorde et, parfois, le piano-forte. Il restaure les instruments jusqu'à la période pré-romantique. L'accord et le petit entretien des clavecins est le plus souvent réalisé par le musicien lui-même. Il n'y a pas d'accordeurs de clavecins.
- Facteur et restaurateur de harpes
- Facteur et restaurateur de percussions
- Facteur et restaurateur de pianos
- Facteur et restaurateur d’instruments à cordes anciens
- Facteur et restaurateurs d’instruments à vent en bois
- Facteur et restaurateurs d’instruments à vent en métal (cuivre, argent, or...)
- Facteur et restaurateur d’instruments de musique mécanique
- Facteur et restaurateur d’instruments traditionnels
- Facteur et restaurateur d’orgues : Le facteur d'orgues (ou organier) construit les instruments suivants : grand orgue, orgue coffre, régale, serinette, etc. Ses commandes émanant le plus souvent d'institutions, il s'intéresse parfois aux clavecins.
- Luthier :  Le luthier  est un artisan qui fabrique, restaure, entretient ou répare les instruments de la famille du luth : luth renaissance et baroque, oud, guitare, banjo. Ou alors il exerce sa pratique sur les instruments à cordes frottées (violon, alto, viole, contrebasse, mandoline, etc.) ; c'est cette dernière activité qui est la plus connue. Il tient son nom du luth. Aujourd'hui, la dénomination tend à se généraliser aux facteurs de tous les instruments excepté ceux à claviers. Il pourra s'intéresser à la guitare (électrique), à l'accordéon, aux instruments ethniques et historiques, aux percussions, à l'amplification, etc.

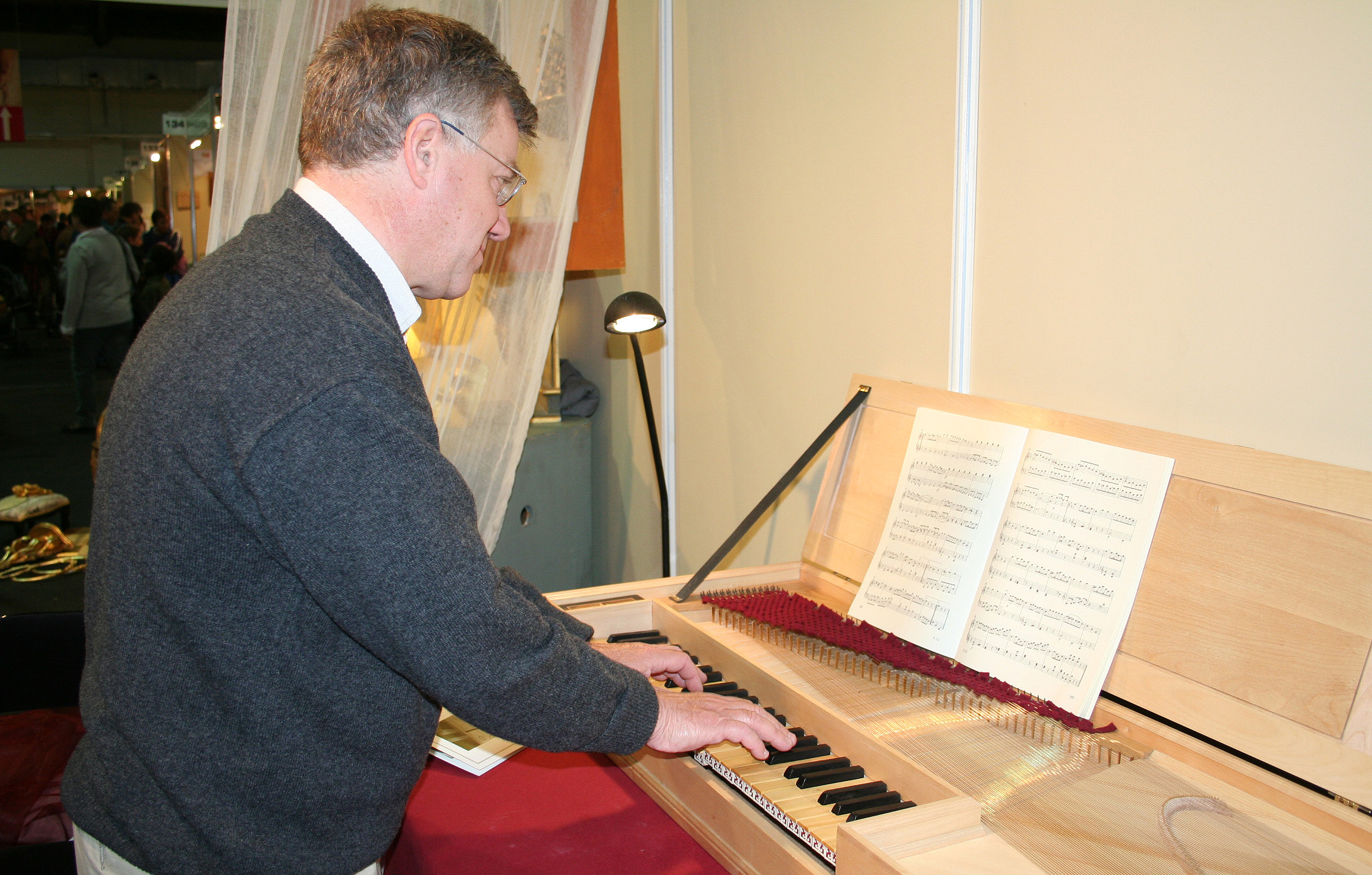
Joueur de clavicorde.

- Luthier en guitare

### Droit du travail actuel actuelle de la profession
Jusqu'en 2019, les luthiers n’ont pas de branche professionnelle, contrairement aux facteurs d'instruments à vent qui relèvent de la métallurgie ou aux facteurs d'orgues qui dépendent de l'ameublement. À la fin de l'année 2019, une convention collective est présentée, à destination des créateurs et des entreprises de gestion d’œuvres d’art, de métiers d’art - dont la facture instrumentale - et de design. L'enjeu est de rassembler les instruments qui ne disposent pas de texte réglementaire de droit du travail définissant chacun des statuts des travailleurs d'une branche professionnelle  comme les luthiers ou les facteurs de piano. L'enjeu, à terme, est de  regrouper tous les instruments, dont les orgues, les vents ou encore les percussions.

## Collections des musées de la musique
Il existe de nombreux musées de la musique de par le monde qui possèdent des collections patrimoniales d'instruments de musique organisées par thème : époque (musique ancienne...), critère organologique, pays, musique électronique,  lieu de facture... Ces musées permettent aux facteurs d'instruments anciens de relever des informations organologiques sur des instruments rares (cotes mécaniques, matériaux, procédés de fabrication...) et de procéder à des reproductions d'instruments d'époque utilisées lors de représentations historiquement informées.
Le musée de la musique à Paris est l'héritier de la collection initiale de 316 instruments issue de confiscations révolutionnaires et inventoriée en 1793 par Bernard Sarrette et Antonio Bruni dans le « cabinet d'instruments » de ce qui était alors l'Institut national de musique, ancêtre de l'actuel musée.
Des facteurs d'instruments de musique ont également pu s'organiser et mettre en place dans leur ville un musée dédié à  leur pratique professionnelle. On citera :
- La Couture-Boussey : Musée des instruments à vent, créé en 1888 par un syndicat d’ouvriers « finisseurs en instruments de musique » dans le but d'honorer et de défendre le savoir-faire local ;
- Mirecourt : Musée de la Lutherie et de l'Archèterie françaises, créé en 1973 à l'initiative du « groupement des luthiers et archetiers d'art de France »[5], sous l'impulsion de Jean Bauer, d'Étienne Vatelot et de Jacques Bernard.

## Galerie

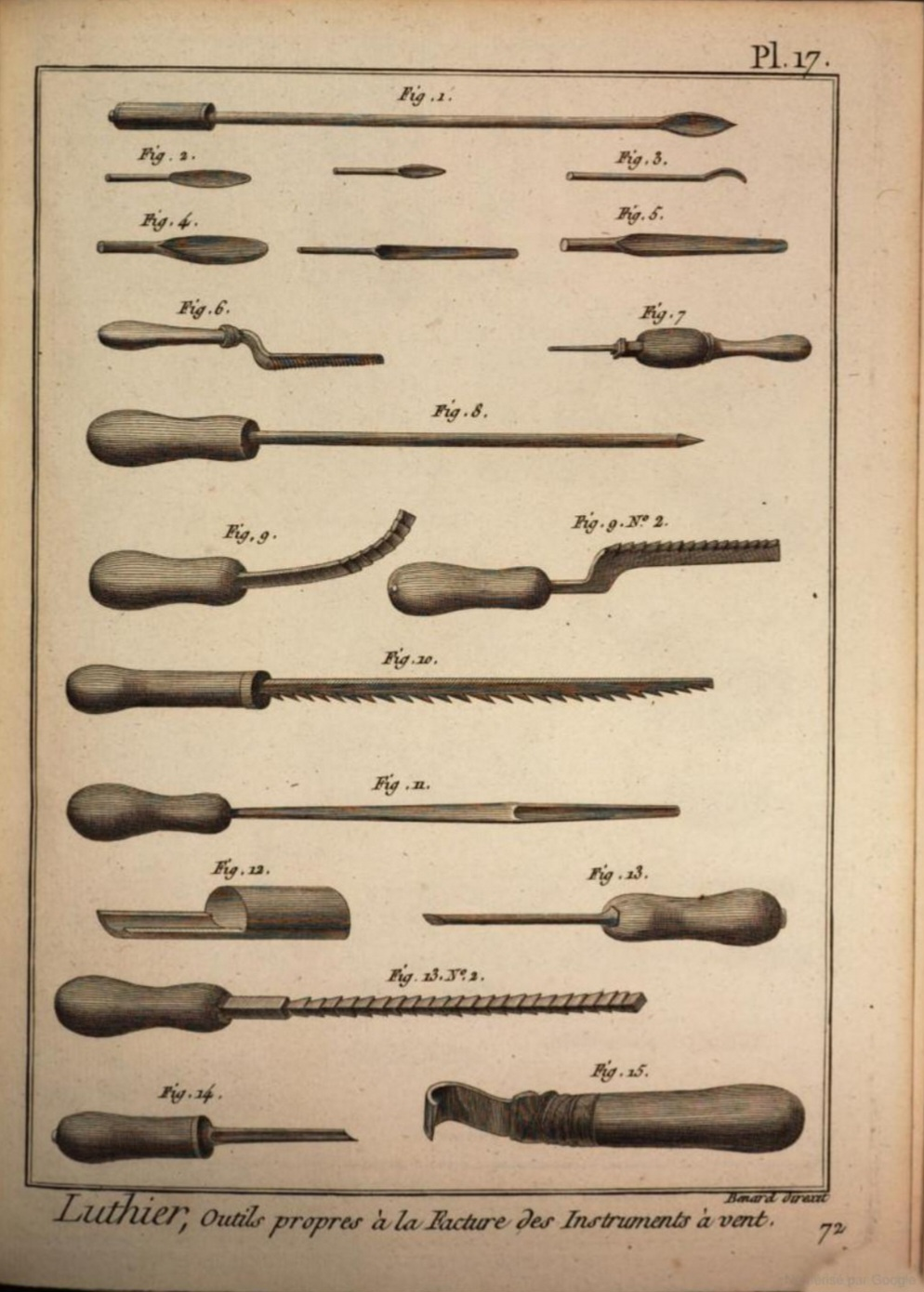
Planche 17 Luthier Outils propres à la facture des Instrumens à vent.